# Nicolas Zaïre
Nicolas Ambroise Zaïre (Le Marin, 7 dicembre 1986) è un calciatore francese, difensore del Club Franciscain e della Nazionale martinicana.

## Caratteristiche tecniche
È un terzino destro.

## Carriera

### Club
Comincia a giocare, nel 2005, con il Rivière-Pilote, in cui milita per nove anni e con cui vince tre volte il campionato e due volte la Coupe de la Martinique. Nel 2014 viene acquistato dal Club Franciscain.

### Nazionale
Debutta in Nazionale il 24 marzo 2010, nell'amichevole Martinica-Haiti (0-0). Mette a segno la sua prima rete con la maglia della Nazionale il 24 settembre 2012, in Martinica-Tahiti (2-3), in cui mette a segno il gol del momentaneo 1-0.

## Palmarès

### Club

#### Competizioni nazionali
- Championnat de Division d'Honneur: 3

Rivière-Pilote: 2007-2008, 2009-2010, 2011-2012
- Coupe de la Martinique: 3

Rivière-Pilote: 2011, 2012
Club Franciscain: 2015